# Guillaume III de Hohnstein
Guillaume III de Hohnstein, parfois Honstein, (° 1466-† 29 juin 1541 à Saverne) fut prince-évêque de Strasbourg de 1506 à 1541 sous le règne des empereurs Maximilien Ier de Habsbourg et Charles Quint,  et les pontificats de plusieurs papes depuis Jules II à Paul III. Il fut assisté dans ses fonctions par un évêque titulaire, d'abord Johann Ortwin, évêque de Mathones, puis Konrad Wickgram, évêque de Dunes.
Son épiscopat, tout comme d'ailleurs  celui de son successeur, est très représentatif de l'histoire alsacienne et strasbourgeoise du Moyen Âge et des temps modernes car il illustre les mécanismes complexes de la géopolitique du Saint-Empire romain germanique à l'époque troublée de l'introduction de la Réforme, l'ancrage de l'Alsace dans le bassin rhénan majoritairement germanophone à cette époque, le caractère multiculturel et multiconfessionnelle de la ville impériale libre de Strasbourg opposée à la principauté épiscopale bien implantée en Basse-Alsace avec un territoire diocésain qui jadis dépassait les frontières actuelles de l'Alsace et de la France. En outre, l'origine thuringeoise de Guillaume III et de son frère François met en évidence le rayonnement suprarégional des chapitres, collégiaux ou cathédraux, de Strasbourg dont les nobles s'enorgueillissent d'être chanoines prébendés à l'instar des chapitres de Cologne, Spire, Worms, Mayence ou Bamberg. De très nombreux grands personnages et protagonistes de l'histoire strasbourgeoise pendant l'épiscopat de Guillaume III, clercs, civils ou réformateurs, ne sont pas originaires de la ville ou de l'Alsace, mais appartiennent à un territoire plus large en interconnexion entre la Lorraine et la Souabe, la Rhénanie et la Suisse. Nonobstant leurs origines diverses, de nombreux acteurs de la vie politique et théologique de Strasbourg au XVIe siècle  se sont totalement identifiés au devenir de la ville au point que leur nom reste dans la postérité parfois plus attaché à l'histoire de Strasbourg qu'à leur pays natal, comme pour Guillaume III, le Franconien Érasme de Limbourg, le Westphalien Jean Sturm, les Badois Nicolas Gerbel et Christophe Welsinger ou le Luxembourgeois Johannes Sleidanus.

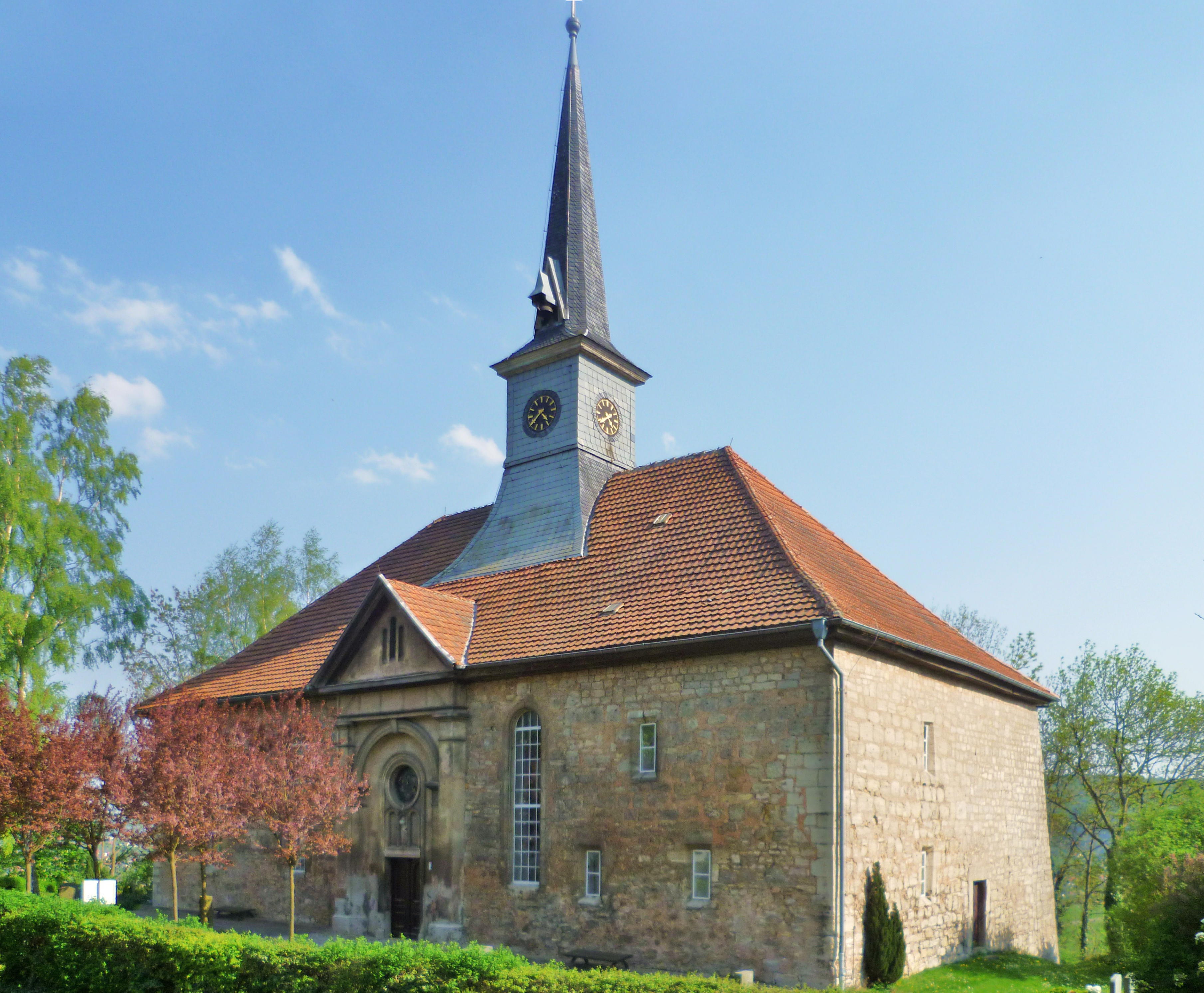
Église Saint-Pierre de l'ancienne collégiale Jechaburg en Thuringe

## Ses origines et sa vie avant l'épiscopat

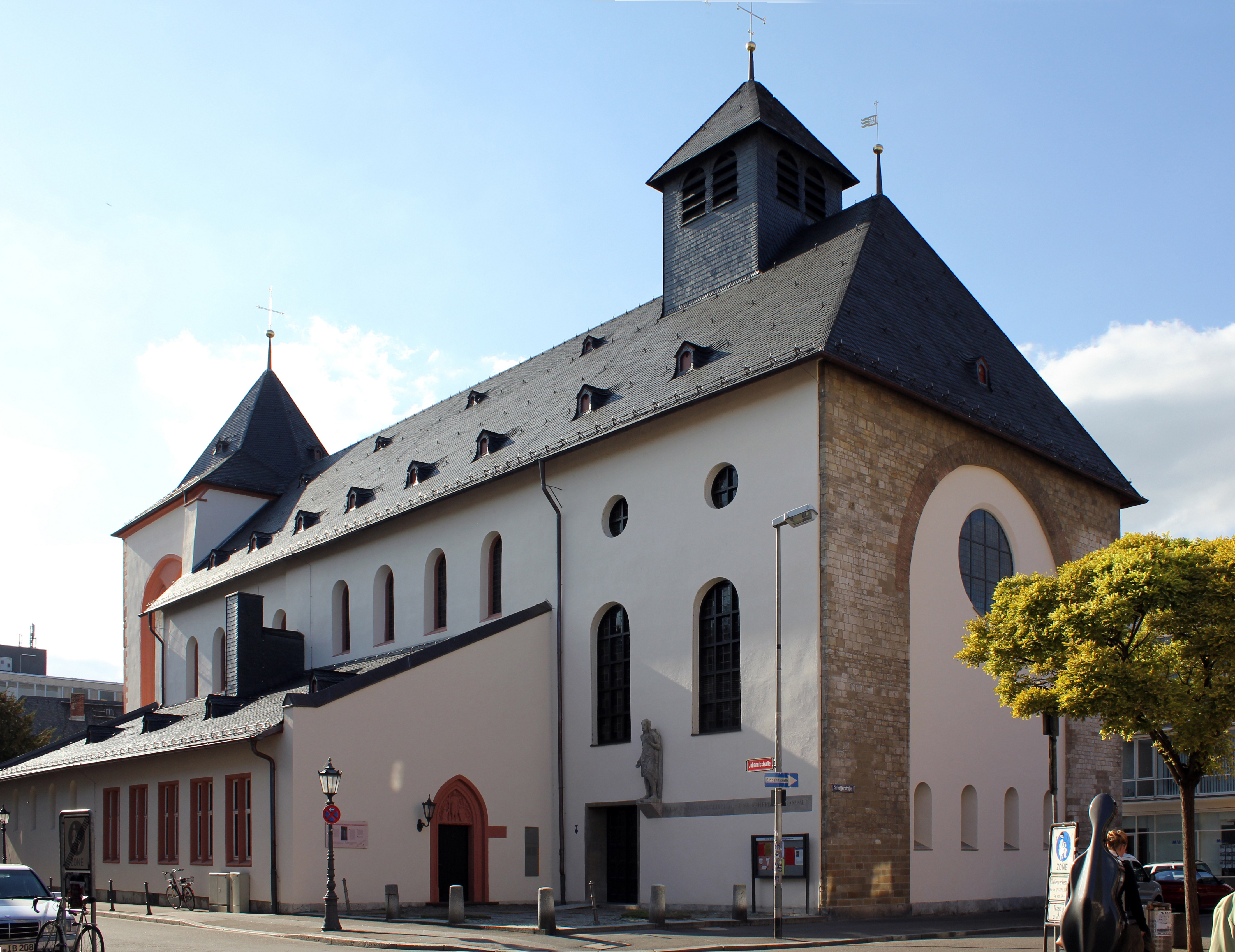
Saint-Jean Baptiste, Guillaume III fut d'abord prévôt de la Collégiale Saint-Jean-Baptiste à Mayence

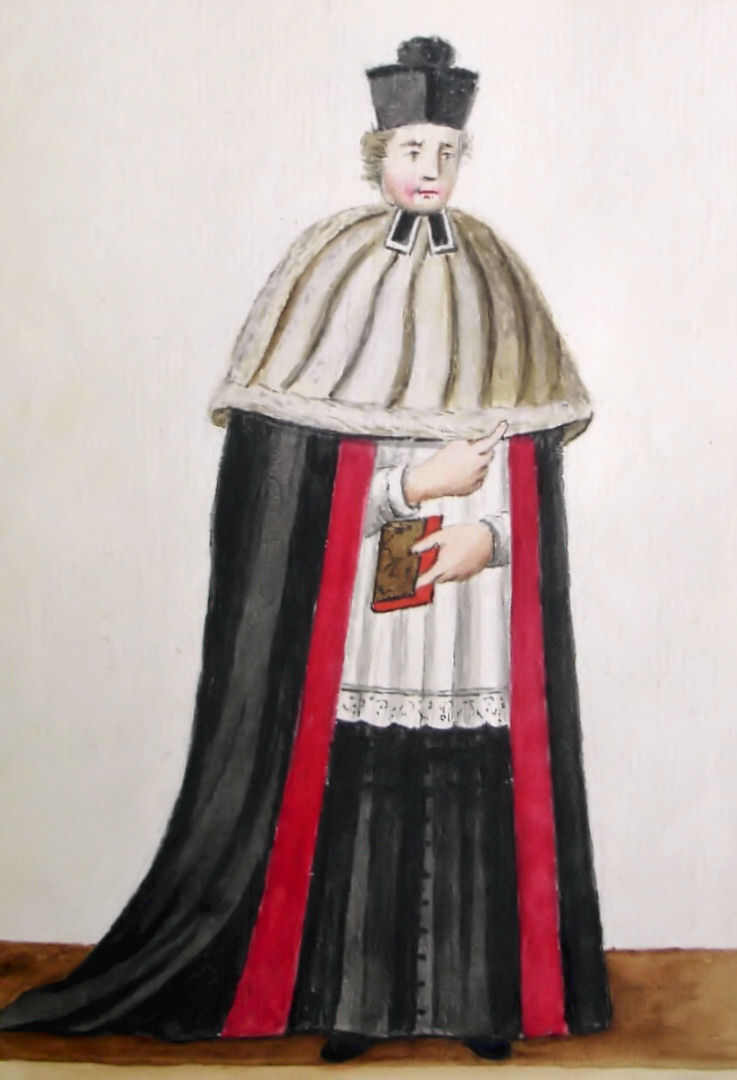
Guillaume III fut chanoine séculier avant son épiscopat. Habit du chanoine avec la barrette.

Guillaume est originaire d'une famille noble de Thuringe. Son père était Ernest IV, comte de Hohnstein (* 1440; † 1508), sa mère Anna-Margaretha von Gera.
Son grand-père était Heinrich XI le Téméraire (* 1402; † 1454) qui a épousé la comtesse Margareta von Waldeck. 
Par manque de descendance mâle, le titre de comte de Hohnstein est passé à d'autres maisons dynastiques comme les rois de Prusse.
Son demi-frère François de Hohnstein, issu d'un second mariage de leur père Ernest IV, comte de Hohnstein et seigneur de Lohra et Klettenburg, est chanoine capitulaire de Strasbourg et prévôt à Saverne en 1512.
Guillaume  a fait ses études aux universités de Fribourg et de Pavie. 
Il n'était pas novice dans la gestion d'un évêché puisqu'il fut vicaire général de son oncle, l'archevêque de Mayence, Berthold von Henneberg. Cette fonction correspond au chef du gouvernement d'une principauté épiscopale au sein de la curie diocésaine avec l'official chargé de la justice et le chancelier attaché à l'administration et les archives.
Guillaume était chanoine de Cologne et de Mayence (1482-1488), de Strasbourg (1488 - 1506), custode de Strasbourg et prévôt de la collégiale de Saint-Jean-Baptiste à Mayence (1499-1507), prévôt de Jechaburg en 1505 lorsqu'il fut élu par les chanoines capitulaires le 9 octobre à l'unanimité des voix après le prêche de Jean Geiler. Le pape Jules II confirma l'élection de Guillaume le 4 décembre 1506.
Guillaume de Honstein, seigneur de Lohra et Klettenburg, était juste sous-diacre lorsqu'il fut élu. Le 28 février 1507, il reçut l'ordination sacerdotale à Saverne et la consécration épiscopale le quatrième dimanche du carême dans le cœur de la cathédrale de Strasbourg des mains de l'archevêque de Magdebourg, Ernest, duc de Saxe et primat de Germanie, assisté par l'évêque de Coire et les évêques titulaires de Spire, Konrad Wickram, et Strasbourg, Johann Ortwin.
L'empereur Maximilien Ier, qui séjourna une vingtaine de fois à Strasbourg de 1492 à 1511, assista à la cérémonie puisqu'il résidait à ce moment-là au couvent de l'ordre de Saint-Jean de Jérusalem. Deux jours plus tard, l'empereur conféra à Guillaume dans la ville de Haguenau tous les insignes de Prince d'empire le 16 mars 1507.

## Les événements majeurs pendant son épiscopat
Guillaume fit son entrée solennelle dans la ville épiscopale le lundi 4 octobre 1507. Les événements sont relatés dans Bischoff Wilhelms von Hoehnsteins waal und einrit attribué à 
l'humaniste Sébastien Brant, chancelier de la ville de Strasbourg et auteur d'un des premiers bestsellers européens, la Nef des fous. Le fait que le sacre de Guillaume de Hohnstein eut lieu dans la ville de Strasbourg fut une exception car traditionnellement le nouvel évêque strasbourgeois était consacré à Mayence par le métropolitain dont les évêques de Strasbourg étaient suffragants. La cérémonie du sacre et de l'entrée solennelle se renouvelait à chaque vacance du siège épiscopal. Rares sont les évêques qui firent exception à la consécration dans la cathédrale de Mayence ; avant Guillaume de Hohnstein, on a des récits sur le sacre de Henri II de Veringen en 1207 et de Frédéric de Lichtenberg, élu le 1er octobre 1299. Des doutes subsistent encore sur le sacre de Gauthier de Geroldseck à Strasbourg.

### Cérémonie d'entrée solennelle à Strasbourg

#### Les délégations et les personnalités participant au défilé
Quatre représentants du Magistrat conduit par Othon Sturm se rendirent à la porte de Saverne avec 40 cavaliers pour accueillir l'évêque. Frédéric Bock fit un discours. Les ecclésiastiques réguliers et séculiers sortirent en procession de la cathédrale jusqu'au pont de la Steinstraße. La Place aux chevaux, aujourd'hui Place Broglie, était remplie par 140 personnes. À 11 heures du matin, le bruit des canons signalait l'arrivée du prélat.
648 cavaliers suivaient Philippe de Hanau, grand maréchal de l'évêché, qui portait le drapeau de l'évêché. À ses côtés, le comte Reinhart de Deux-Ponts, seigneur de Bitche, prévôt de l'évêché, portait les étendards du landgrave et le comte Guillaume de Fürstenberg, représentant son père Loup de Fürstenberg, ceux des Hohnstein. Derrière eux sur leur monture, Philippe, margrave de Bade et son fils Christophe  précédaient les émissaires et diplomates: 
- Délégation de l'empereur et du roi des Romains[9]
  - Freiherr Caspar de Mörsberg, bailli de Basse-Alsace représentant Maximilien Ier de Habsbourg;
- Délégation de l'archevêché de Mayence[9]
  - Comte Hamann von Henneberg représentant le métropolite Jakob von Liebenstein ;
- Délégation du Palatinat[9]

1. Freiherr Henri de Fleckenstein, émissaire du prince électeur Philippe Ier ;
2. Jacques de Fleckenstein, ancien bailli;

- Délégation du duché de Lorraine[10]

1. Henri, comte de Salm, au nom de René II de Lorraine ;
2. comte Hessen de Linange ;
3. Sire Jacques de Haraucourt, grand bailli de Nancy ;
4. Adam II de Hunolstein, prévôt ;
5. Bastien de Rathsamhausen ;
6. Sire Philippe de Hérange, chevalier ;
7. Pierre de Dalheim ;
8. Sire de Huntlingen ;
9. Bernard de Sarrebruck ;
10. Jean Quinckner de Sarrebourg ;
11. Nicolas Glock ;

- Délégation du duché de Wurtemberg[10]

1. Freiherr Sigmund de Fleckenstein représentant Ulrich VI ;
2. Margrave Philippe de Bade ;
3. Freiherr Léon de Staufen ;
4. Blicker Landtschad, bailli ;
5. Dr. Jean Awer, prévôt de Baden-Baden ;
6. Dr. Jacques Kürser, chancelier ;
7. Conrad de Nippenberg ;
8. Martin de Remichen ;
9. Jörg de Bach ;
10. Conrad de Veningen ;
11. Pierre de Tale ;
12. Arnold de Horneck ;
13. Jean de Zulichart ;
14. Comte Jacques de Stauffenberg ;
15. Philippe de Hagenbuch.

L'évêque arriva ensuite dans son manteau noir, l'habit des chanoines du chœur, et sa barrette. Autour de l'évêque, on trouvait:
1. Sire Burckhardt Beger de Geispolsheim, vidame de l'évêque ;
2. Antoine de Wilsberg ;
3. Jean Sigirist, chancelier de l'évêché ;
4. Sire Louis de Rhinach, chevalier, prévôt de Rouffach ;
5. Sire Bernard d'Uttenheim, chevalier ;
6. Ulrich II de Rathsamhausen de la Roche ;
7. Jacques de Landsberg ;
8. Jacques de Königsbach, dit Nagell ;
9. Samson de Rathsamhausen de la Roche ;
10. Frédéric de La Petite-Pierre ;
11. Loup de Landsberg ;
12. Jean de Landsberg ;
13. Jean de Mittelhausen, maire de Saverne ;
14. Jacques Wormser le Jeune ;
15. Rodolphe Diedenhammer ;
16. Jean de Rudigheim ;
17. Comte Philippe Nagel  ;
18. Hammann Böcklin ;
19. Jörg de Rathsamhausen de la Roche ;
20. Guillaume Hess, maire adjoint de Saverne.

300 cavaliers fermaient la marche.
À l'entrée de la cathédrale, l'évêque déposa les habits du chanoine, puis se rendit, accompagné du doyen et de l'écolâtre, vers le trône où il reçut les insignes de sa dignité épiscopale.

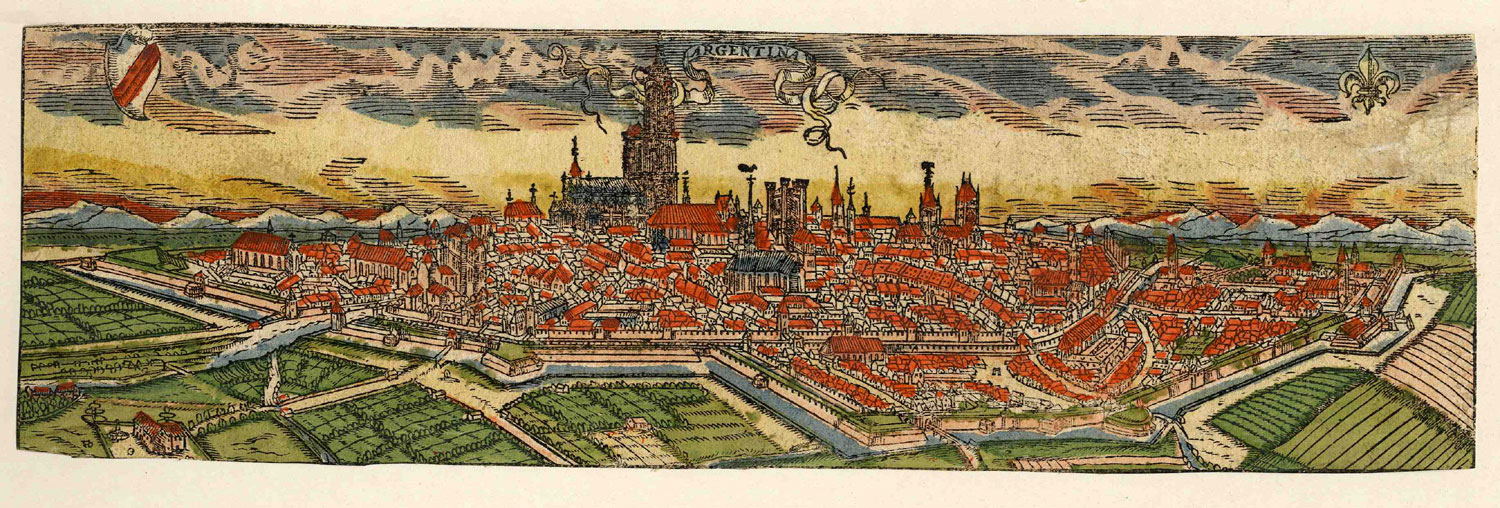
Gravure de Strasbourg au XVIe siècle, « W.D. Klebeband Städtebilder »
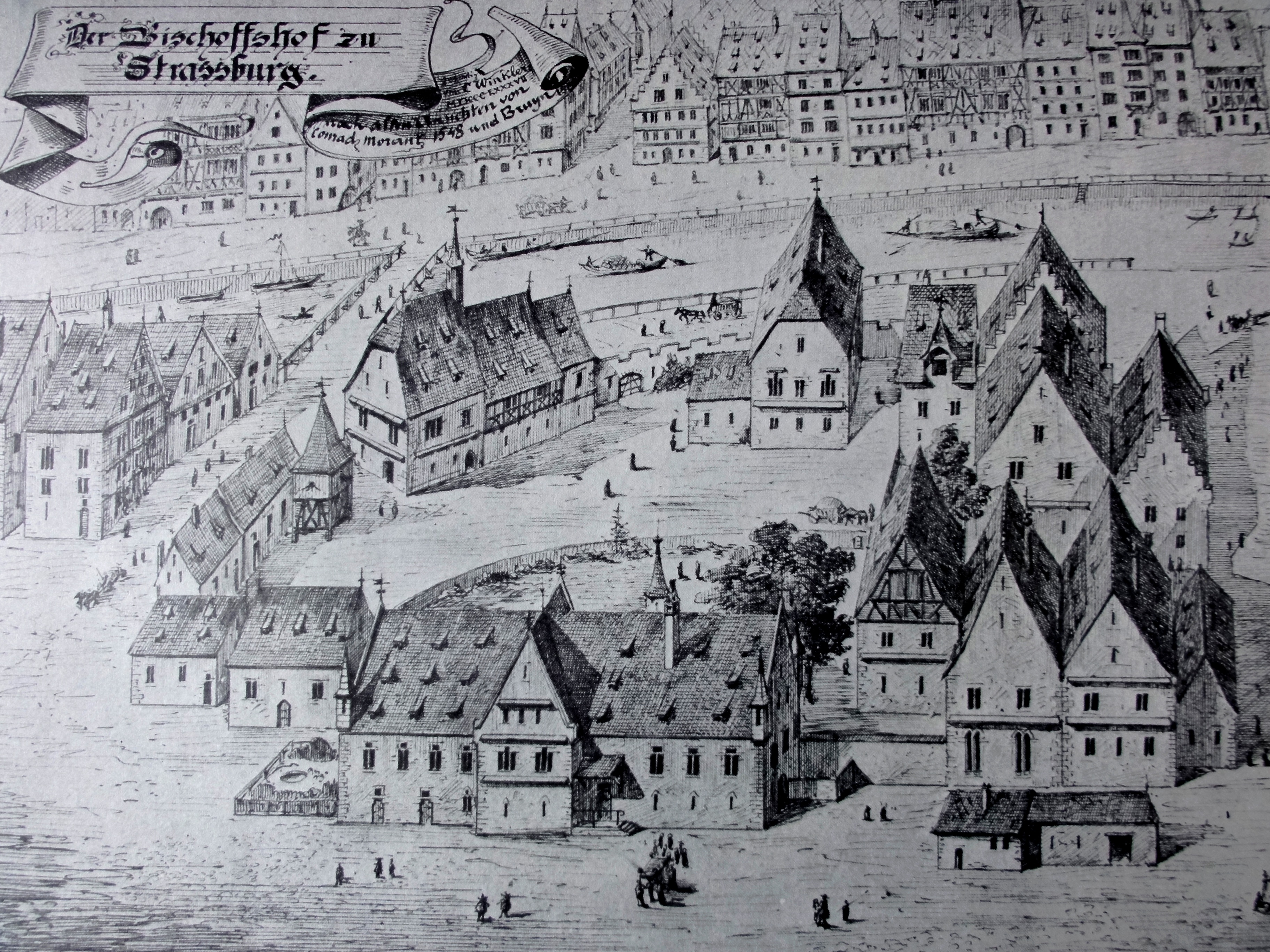
Strasbourg Palais épiscopal en 1548
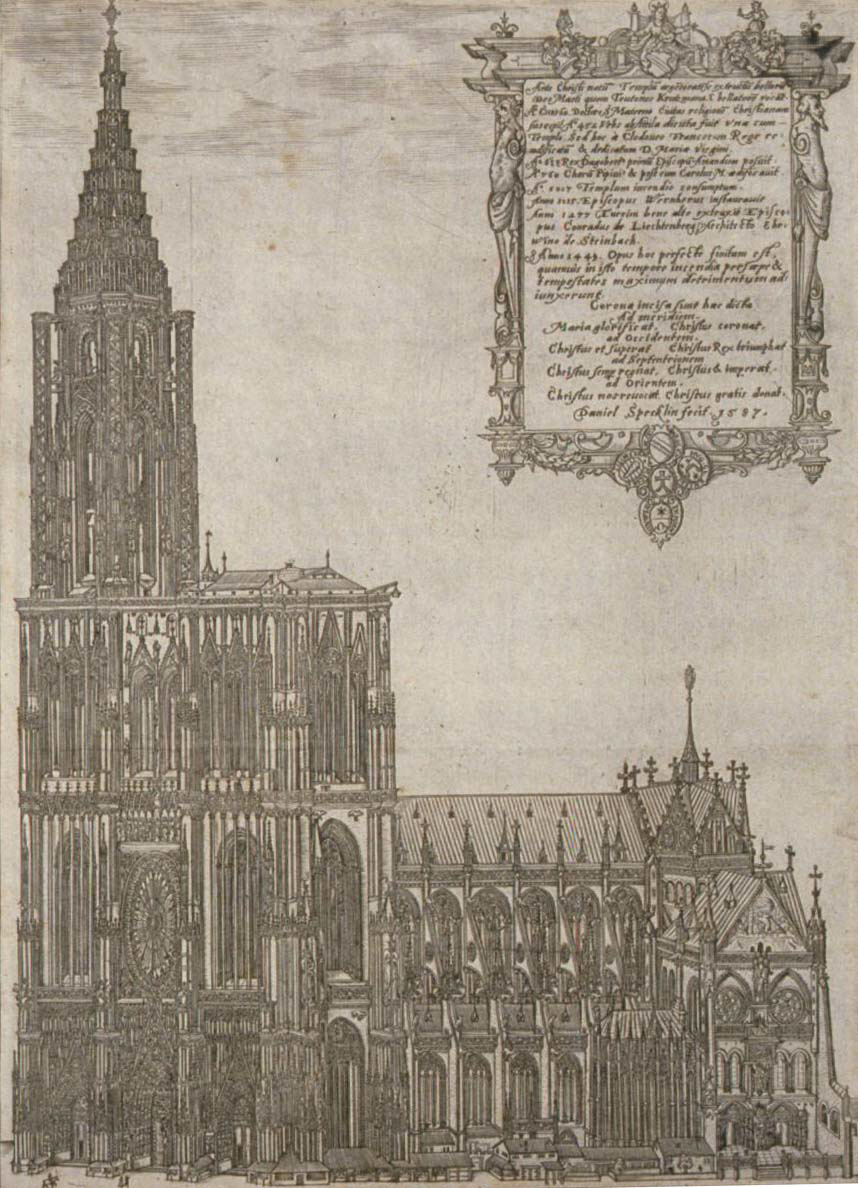
Templum Argentoratense par D. Specklin
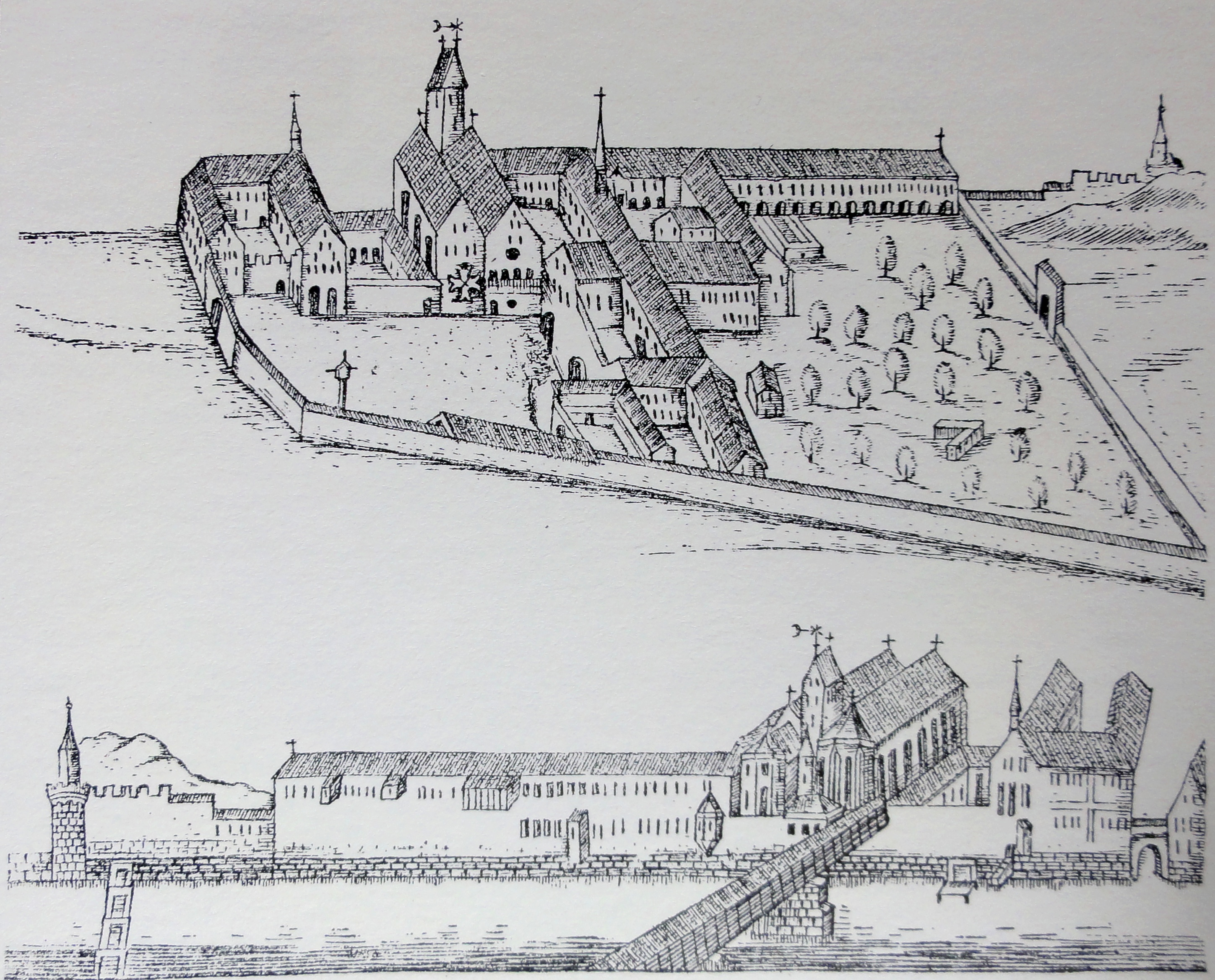
Commanderie Saint-Jean de Jérusalem, hébergea l'empereur en 1507

### Un épiscopat pendant une période difficile

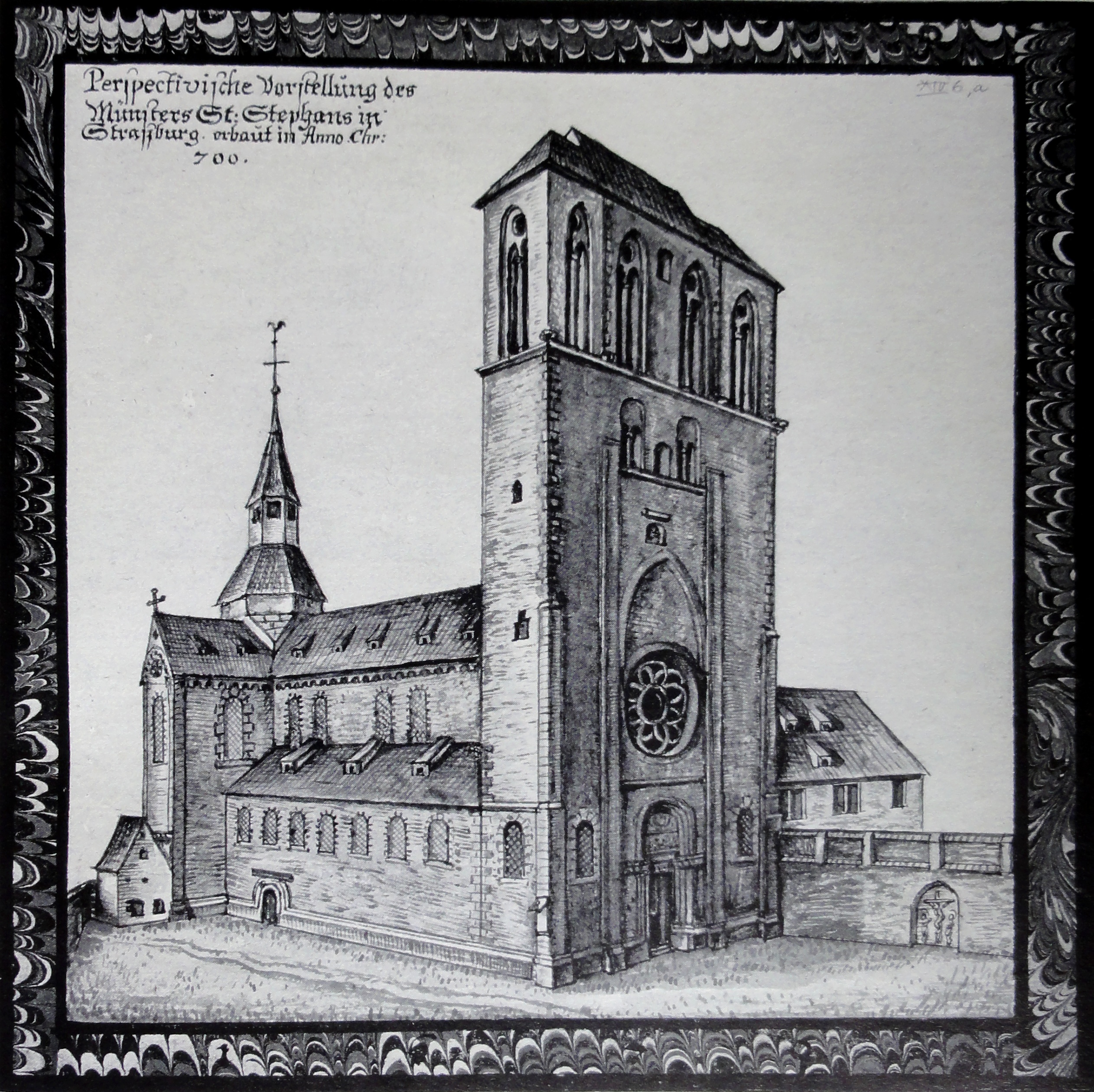
Strasbourg, collégiale Saint-Étienne XVIIe

#### Le passage à la Réforme
Pendant environ 20 ans, la situation se dégrade aussi bien au niveau de la population bourgeoise citadine de Strasbourg qu'au sein de la grande communauté des chanoines et clercs séculier régulier de l'évêché. Une grande partie des intellectuels passe progressivement à la réforme est compris parmi les prêtres chargés de la prédication à la cathédrale et les églises collégiale. On ne peut pas encore parler à ce moment-là d'un schisme confessionnel flagrant, mais une attente forte vis-à-vis du Vatican pour une réforme en profondeur de l'église pour faire cesser ce que la plupart des observateurs de l'époque considérée comme des abus de la hiérarchie catholique.
Le 20 janvier 1524, la curie épiscopale cite les prêtres mariés à comparaître à Saverne, mais comme ils refusèrent d'obtempérer en reconnaissant leur faute et en annulant leur mariage devant Dieu ; l'évêque pria le Magistrat de la ville libre de Strasbourg d'expulser ces mauvais prêtres qui ont violé leurs vœux sacerdotaux et provoqué la colère du peuple. Le Magistrat fit la sourde oreille et conserva les clercs hérétiques dans leur fonction. Il pouvait en fait se le permettre puisqu'une partie du haut clergé de la ville protégeait et favorisait la nouvelle pratique basée sur la lecture des Évangiles, comme le doyen du chapitre Sigismond de Hohenlohe, ou le prévôt de la collégiale Saint-Thomas, Wolfgang Fabricius Köpfel, dit Capiton. De plus, le prélat semble ignorer que la population strasbourgeoise accueille plutôt favorablement l'évolution des pratiques religieuses de leur cité.
En toute logique, l'évêque  déclara le 14 mars 1524 l'excommunication des prêtres mariés qui se sont détournés de la vraie foi. En réponse à cette excommunication, les prêtres rassemblés au domicile du prédicateur de la cathédrale, Matthieu Zell, qui a épousé la fille d'un jardinier, Catherine Schütz, rédigèrent une demande d'appel à considérer au prochain concile: « demande en appel des prêtres mariés de la ville de Strasbourg contre l'excommunication infâme et calomnieuse de l'évêque ». Ils affichèrent cette supplique  le 5 avril 1524 sur le portail de la cathédrale. Au lieu d'enrayer le phénomène, Guillaume l'a presque accéléré : le moine augustin Wolfgang Schultheiss se marie et part à Schiltigheim pour y introduire la réforme. Se marient également le vicaire du chapitre de la cathédrale, Conrad Spatzinger, le templier de l'ordre de Saint-Jean de Jérusalem, Alexandre de Villingen, le prêtre de la chapelle  Saint-Erhard, Johannes Riebling, le chapelain d'Obernai, Lucas Hackfurt, le prêtre de la collégiale Saint-Étienne et prédicateur de la cathédrale, Symphorien Pollio (de), ou encore le célèbre prédicateur de la cathédrale Caspar Hedio, ami d'Érasme.
Face à la fronde de plus importante des clercs protestataires, se sentant dans leur bon droit et en aucune manière en opposition avec les principes fondamentaux de l'Église, l'évêque de Strasbourg n'a pas d'autre solution que de manifester son opposition et de déposer une plainte officielle à la diète de Nuremberg par son émissaire, le moine franciscain et théologien alsacien, Dr Thomas Murner, auprès du Cardinal Campeggio. 
Le cardinal convoqua à la diète les deux représentants de la ville libre de Strasbourg, Daniel Mueg et Bernard Wurmser, leur demanda des explications, mais les émissaires strasbourgeois semblent s'être bien défendus puisque cette entrevue se solda par un  échec pour le camp catholique. Les délégués strasbourgeois ont tout au plus dû transmettre les remontrances du légat papal.
Fort de cette relative impuissance des hauts dignitaires catholiques, le Magistrat de Strasbourg n'hésite pas à prendre en main les affaires cultuelles et ecclésiales de la cité. C'est lui qui institue les prêtres et les prédicateurs. Il nomme Caspar Hedio et Matthieu Zell à la cathédrale, Antoine Firn à la collégiale de Saint-Thomas, Bucer à Saint-Aurélien, Capiton à Saint-Pierre-le-Jeune, Théobald Schwarz (de) (de), dit Nigring, à Saint-Pierre-le-Vieux, Latomus à Saint-Nicolas, Pollio à Saint-Martin et Martin Hag à la Ruprechtsau. 
Les années 1526-1547 furent fastes et fructueuses pour la Réforme à Strasbourg.
La résistance des Strasbourgeois restés fidèles à la foi catholique s'organisait autour du provincial des Augustins, Konrad Treger, et le théologien franciscain Thomas Murner. Mais à l'instar de Treger, de nombreux prêtres et moines conservateurs, furent emprisonnés à la demande du Magistrat pour avoir enfreint la liberté de conscience et de foi. Treger renonça à son combat à Strasbourg et trouva refuge à Fribourg en Suisse. Les écrits des réformateurs se multiplient, se répandent plus facilement grâce au travail des imprimeurs et éditeurs très bien installés à Strasbourg. Parmi les intellectuels et dignitaires de la ville, on trouva encore quelques opposants à la nouvelle foi comme le directeur de l'école latine du grand chapitre de la cathédrale, Gérôme Gebwiler, les juristes Wendelin et Friess, et le théologien Murner. 
Quelques chanoines des différentes collegiales  ont mis par écrit et fait authentifier devant  notaire le 6 janvier 1525 à Molsheim  leur obligation provisoire de fuir à Haguenau et Offenbourg sans qu'il soit question de renoncer à leurs prébendes et à leur place au sein du chapitre. Par cet exil, ils  protègent juste leurs biens et leur sécurité. C'est le doyen de Saint-Thomas, Wurmser, qui a rédigé l'acte signé par 25 chanoines de Saint-Thomas, Saint-Pierre-le-Jeune et Saint-Pierre-le-Vieux. Vers la fin 1525, le Magistrat de la ville n'autorisait que quatre messes selon le rite catholique, une à la cathédrale, une à Saint-Thomas, une dans les deux églises Saint-Pierre.
Depuis  sa résidence  à environ quarante kilomètres de Strasbourg, l'évêque doit supporter l'avancée inexorable du protestantisme dans son diocèse: on retira dans la cathédrale les ornements et symboles trop ostentatoires de la foi catholique, interdit les cérémonies de la semaine sainte, et en 1529, les échevins de la ville décrètent la suppression de la messe catholique. 
Les sœurs novices de Sainte-Madeleine eurent beaucoup de mal à résister aux appels incessants des prédicateurs et réformateurs, comme Herlin ou Zell, leur enjoignant de prendre époux et ne plus se confesser auprès de Louis Dietmar, prieur de Saint-Guillaume. L'intérim de 1549 à 1559 apporta aux Strasbourgeois restés fidèles à la foi catholique un certain répit bien que l'Alsace conservât l'essentiel de ses acquis évangéliques. Mais après le mandat de Guillaume de Honstein, le Magistrat de Strasbourg, malgré l'intervention de l'empereur Rodolphe II et le tribunal caméral de Spire, poursuivra la sécularisation du monastère de Sainte-Madeleine. En 1681, lorsque Louis XIV s'emparera de la ville en 1681,  la reine se rendra symboliquement au couvent Sainte-Madeleine pour féliciter les sœurs de leur endurance et ténacité face à l'adversité.
En 1531, Guillaume décline la proposition du Saint-Siège de prendre le poste de coadjuteur  de Mayence.
Finalement, les Strasbourgeois adoptent une position médiane entre la doctrine de Zwingli et celle de Luther : ils n'adoptent pas la Confession d'Augsbourg, mais partagent dans un premier temps avec trois autres villes autonomes la confession de foi décrite dans l'ordonnance ecclésiastique de 1534, la Confession tétrapolitaine. On n'y renonce pas complètement à la discipline de la vie ecclésiale.Toutefois, avec le temps, le Magistrat penche progressivement pour une « église strasbourgeoise » organisée et structurée par un conseil pastoral auquel s'ajouteront trois membres du Magistrat, nommés Kirchenpfleger, chargés de débattre et de résoudre toute question relative au ministère et à la doctrine.

#### La guerre des Paysans ou soulèvement du Bundschuh

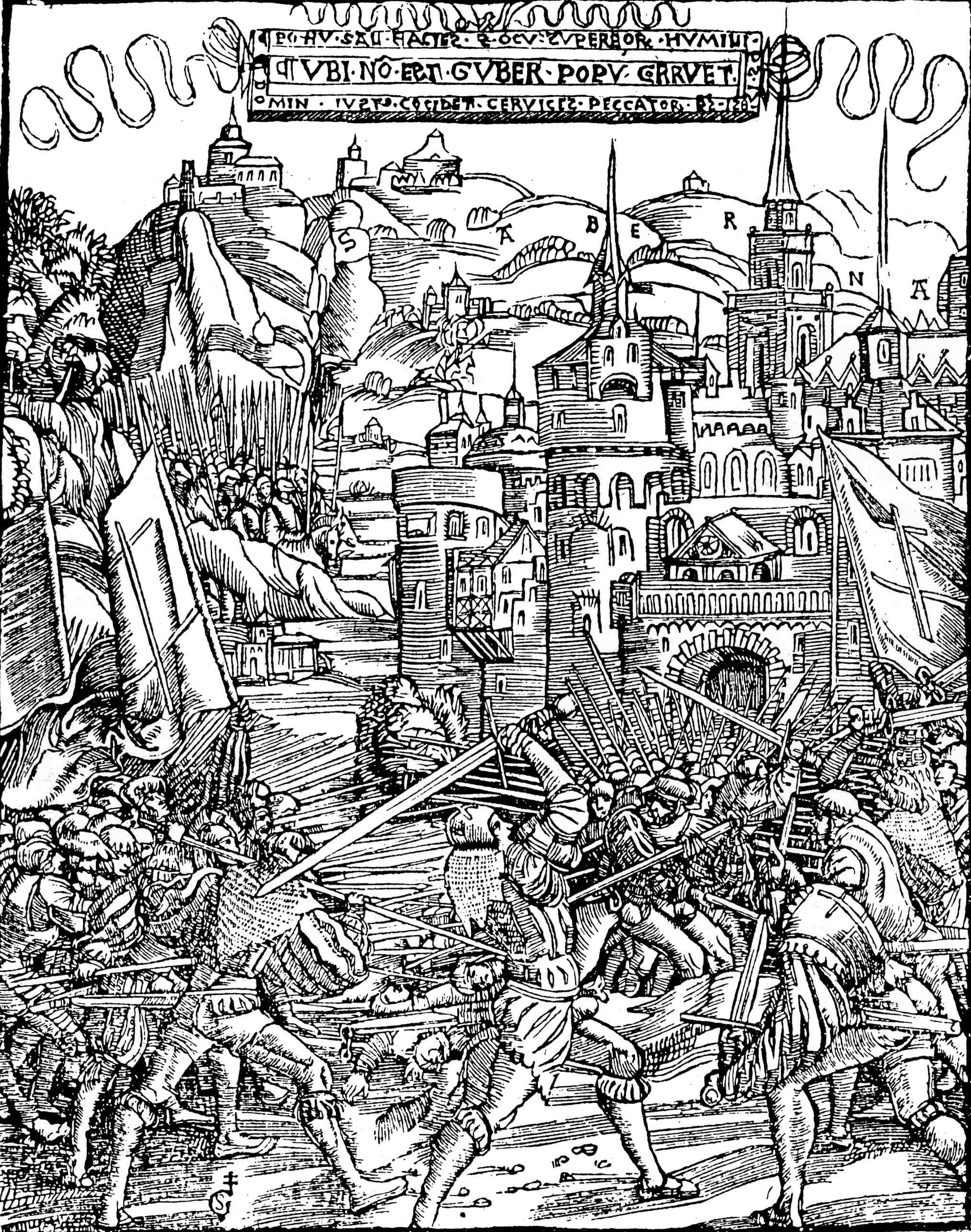
La bataille contre les Rustauds à Saverne (gravure de Gabriel Salmon illustrant le livre de Nicolas Volcyr de Serrouville, 1526)

L'année 1525 apporta à l'évêque de Strasbourg d'autres soucis, encore plus préoccupants que le passage plutôt pacifique d'une foi à une autre: la guerre des paysans (ou Bundschuh ou guerre des Rustauds) se répandit en Alsace du nord au sud et provoqua de nombreuses pertes humaines, notamment sur les terres de l'évêché strasbourgeois et de la résidence épiscopale principale de l'évêque à Saverne. 
Les conseillers de l'évêque, absents pour cause de représentation à Aschaffenbourg de son supérieur hiérarchique l'archevêque de Mayence, demandèrent de l'aide  au duc de Lorraine, Antoine. Il arriva de Sarrebourg le 15 mai et établit son quartier général à Steinbourg après une tentative avortée des bandes de paysans de bloquer le col de Saverne à la mi-mai 1525. La répression fut sanglante car le duc lorrain eut du mal à contenir ses lansquenets.
Antoine de Lorraine assiste à une messe dans l'abbaye de Marmoutier libérée et pourchasse le reste des troupes de paysans révoltés ayant échappé au massacre de Saverne vers Molsheim, Scherwiller et Châtenois. 
Pendant les conflits, l'administration épiscopale s'était provisoirement réfugiée à Dachstein, ancienne résidence des évêques de Strasbourg lorsqu'ils furent contraints de quitter Strasbourg au XIIIe siècle. 
Guillaume de Hohnstein accorda l'amnistie générale aux chefs de bandes de paysans quand ils furent jugés devant un tribunal exceptionnel, le dimanche invocavit de 1526.

#### Les dissensions internes aux courants protestants
Du 7 au 26 janvier 1528, les réformateurs se sont réunis à Berne en Suisse pour une conférence à laquelle Bucer et  Capitan de Strasbourg ont assisté. Ils ont signé les dix thèses dont la sixième déclare que l'eucharistie  est contraire aux Saintes Écritures et une insulte au sacrifice du Christ sur la croix.
Guillaume qui avait déjà à maintes reprises déjà menacé le Magistrat de ne plus pouvoir en supporter davantage dans les réformes engagées demanda au vice-chancelier de l'empereur, Balthazar von Merkel, évêque de Hildesheim de passage à Strasbourg en 1528, d'exhorter le Sénat à ne pas en faire davantage tant que le prochain concile  n'a pas pris ses décisions. Cette intervention étant restée infructueuse, l'évêque se tourna vers le tribunal caméral de Spire pour notifier aux Strasbourgeois le 24 décembre 1528 qu'ils avaient provoqué la colère de l'empereur et de l'archiduc Ferdinand et qu'ils seraient bien inspirés de ne pas continuer les réformes avant la tenue du prochain concile.
Le 20 février 1529, le Sénat tint une séance avec l'ensemble des échevins. L'un des sujets à l'ordre du jour était le vote concernant le maintien ou la suppression de la messe selon le rite catholique. Sur 320 échevins, 279 étaient présents. 94 voix ont souhaité une solution provisoire jusqu'à la prochaine diète impériale. Une voix a demandé le maintien de la messe et 184 voix sa suppression. En conséquence, le conseil décida à la majorité des voix la suppression et l'interdiction de lire la messe sous peine de mort dans l'enceinte de la cité strasbourgeoise et toutes les dépendances de la ville libre impériale : Schiltigheim, Niederhausbergen, Illkirch-Grafenstaden, Ostwald, Ittenheim, Handschuhheim, Dorlisheim, Wasselonne, Wangen, Eckbolsheim, Dettwiller et Dossenheim. L'interdiction s'étendit plus tard à Barr, Mittelbergheim, Heiligenstein, Gertweiler, Goxwiller et Bergheim lorsque ces villages ont été acquis par la ville libre en 1566.
À la suite de cette interdiction, les chanoines prébendés se dispersèrent dans toutes les directions. Certains se rendirent à Saverne, d'autres prirent en charge des paroisses, d'autres quittèrent l'Alsace mais la plupart revinrent à Strasbourg lorsque l'intérim a réinstitué  la messe le 1er février 1550.
Guillaume de Hohnstein ne put  empêcher l'évolution négative de la confession catholique dans ses territoires et les seigneuries avoisinantes de toute l'Alsace et du Bade situés dans le diocèse de Strasbourg. Sur neuf églises, vingt monastères et cent quatre-vingts chapelles  à Strasbourg, les suivants ont été démolis : les églises Saint-Martin, Saint-André et Sainte-Hélène ; chapelles Saint-Marc, Saint-Vith ; d'autres furent fermés comme l'église Saint-Étienne en 1533 ou utilisés à des fins profanes comme l'église Saint-Michel qui est devenu un dépôt de sel en 1534 et le monastère des dominicains qui a été transformé en 1538 en un collège. Lorsque le prévôt  de Saint-Arbogast, Georges Eibel, décéda le 16 décembre 1530, le magistrat fit démolir le couvent le 19 décembre et confisquer ses  biens.
L'évêque de Strasbourg dut non seulement lutter contre les thèses luthériennes, mais également contre la propagation de l'Église réformée calviniste lorsque la ville-refuge de Strasbourg accueillit Calvin dans ses murs en 1538. La cité strasbourgeoise octroya au réformateur le droit de bourgeoisie le 29 juillet 1539, il se maria avec Idelette de Bure, veuve de l'anabaptiste Jean Storder, et commença sa prédication aux réformés de langue et de culture française, d'abord à Saint-Nicolas, puis dans la nef de l'église Sainte-Madeleine et finalement dans le nouveau temple.
Les thèses anabaptistes trouvent aussi un bon accueil à Strasbourg pendant un certain temps à un tel point que les luthériens majoritaires au Magistrat se sentirent menacés et décidèrent l'expulsion des prédicateurs anabaptistes  après avoir organisé une controverse en 1527.  À la demande du recteur Jacques Sturm le sénat décréta l'interdiction de séjour des anabaptistes sous peine de lourdes sanctions le 29 juin 1527 . Parmi eux, on peut nommer Hetzer, Denk, Hoffmann,Reublin  ou Salzmann. Il y eut aussi le séjour de Caspar Schwenckfeld von Ossig, accueilli et logé en 1529 par Zell et Capiton après qu'il a été contraint à l'exil, chassé de Silésie sa terre natale. Son influence grandissante inquiéta Bucer, von Schwenckfeld dut quitter Strasbourg en 1534 et réfugia à Ulm.

### Épitaphe de deux comtes de Hohnstein dans l'église collégiale de Saverne

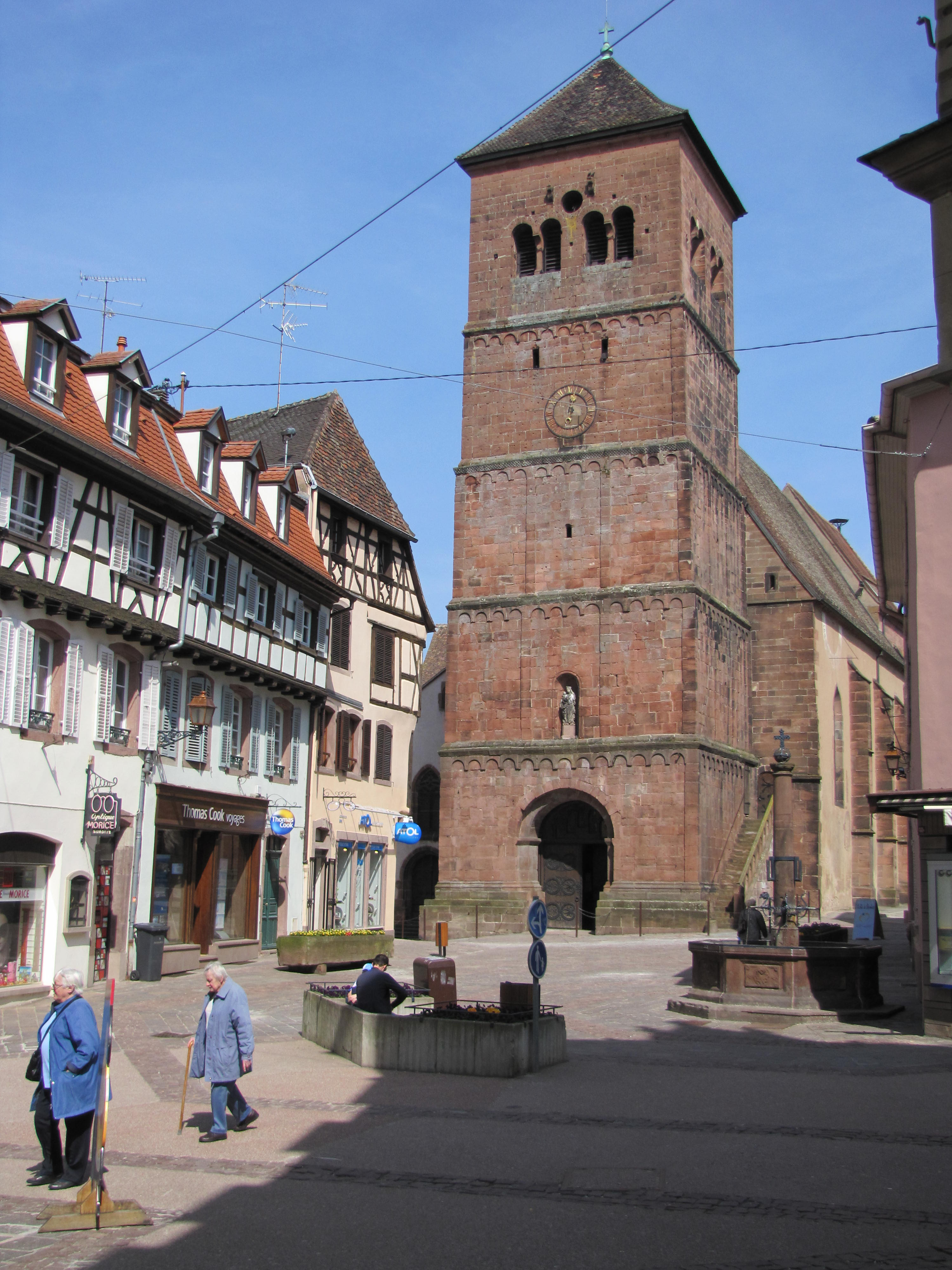
Église Notre-Dame-de-la-Nativité, Saverne, Bas-Rhin

Dans le chœur, à droite de l'autel de l'église collégiale de Saverne,aujourd'hui Église Notre-Dame-de-la-Nativité on lit le texte suivant:
« Hic jacet Wilhelmus III, comes de Honstein 9 octobris 1506 electus episcopus Argentinensis, Ergà capitulum Tabernensæ munificus. Obiit die 29 junii anni 1541. »
À noter qu'on trouve également dans la même église l'épitaphe de son demi-frère François de Hohnstein, chanoine capitulaire de Strasbourg, prévôt à Saverne (1512), décédé le  9 septembre 1515 à Saverne. 
Il est le fils du comte Ernest d'un second mariage, avec Félicité de Beichlingen, en 1498. François était seigneur de Lohra et Klettenberg.
« Comes de Honstein dominus in Lare et Cleenberg canonicus insignis ecclesiæ Argentinensis ».